# Maria Krystyna Sapieha
Maria Krystyna Sapieha (ur. 5 maja 1934 w Wiedniu) – księżniczka, córka Pawła i Virgilii Peterson, siostra Mikołaja Fryderyka.
Pierwsze lata swego życia spędziła wraz z rodzicami w pałacu na Karłuszowcu (dziś część miasta Tarnowskie Góry), ponieważ ojciec Marii, książę Paweł Sapieha był dyrektorem Koncernu kopalń i fabryk chemicznych należących do jego niemieckiego kuzyna Edgara Henckla von Donnersmarcka.
W latach 1963–1974 jej mężem był Adam Freemantle; małżeństwo zakończyło się rozwodem.